# Dub zimní
Dub zimní (Quercus petraea, syn. Q. sessilis, Q. sessiliflora), česky zvaný též drnák, je listnatý strom z čeledi bukovitých; spolu s dubem letním lesnicky nejvýznamnější listnatá dřevina ve střední Evropě po buku.

## Popis
Dub zimní dosahuje výšky 20 až 40 metrů. Má štíhle vejčitou nebo nepravidelnou, i uvnitř olistěnou korunu, v porovnání s dubem letním dosahuje menších rozměrů (i nižšího věku). Letorosty jsou lysé, tmavě olivově zelené, lenticely řídké, drobné. Pupeny vejcovité, až 8 mm dlouhé. Listy jsou oproti dubu letnímu zřetelně řapíkaté; čepel většinou široce obvejčitá, nejširší v horní polovině, až 16 cm dlouhá a 10 cm široká, na bázi klínovitá, řidčeji zaokrouhlená, nahoře široce zaokrouhlená, peřenolaločná až peřenodílná s 5–8 (–10) páry laloků, v horní části čepele s laloky mnohem mělčími, tuhá, poměrně tenká, na líci lysá a slabě lesklá, na rubu světlejší, drobnými 2–3 ramennými chlupy pýřitá; bočních žilek 6–9 (–11) párů, žilky třetího řádu jen slabě patrné. Řapík je lysý, 12–30 mm dlouhý.
Plody jsou nažky (žaludy) umístě v paždí listů po (1–) 3 (–5), zpravidla přisedlé, zřídka na stopkách do 1,5 cm dlouhých, číška tenkostěnná, 6–12 cm vysoká, 8–14 široká, šupiny drobné, vejčitě kopinaté, hustě pýřité, ploché nebo jen slabě vyklenuté, nikdy hrbatě ztlustlé; žaludy podlouhlé vejcovité, 14–25 mm dlouhé, 8–14 mm v průměru, často klíčí už na stromě. Žaludy jsou přisedlé k větvím.
Silný kůlový kořen není vyvinut, proto zřídka dochází k vývratům. Dub zimní je nadán silnou pařezovou a kmenovou výmladností.

## Ekologické nároky a stanoviště

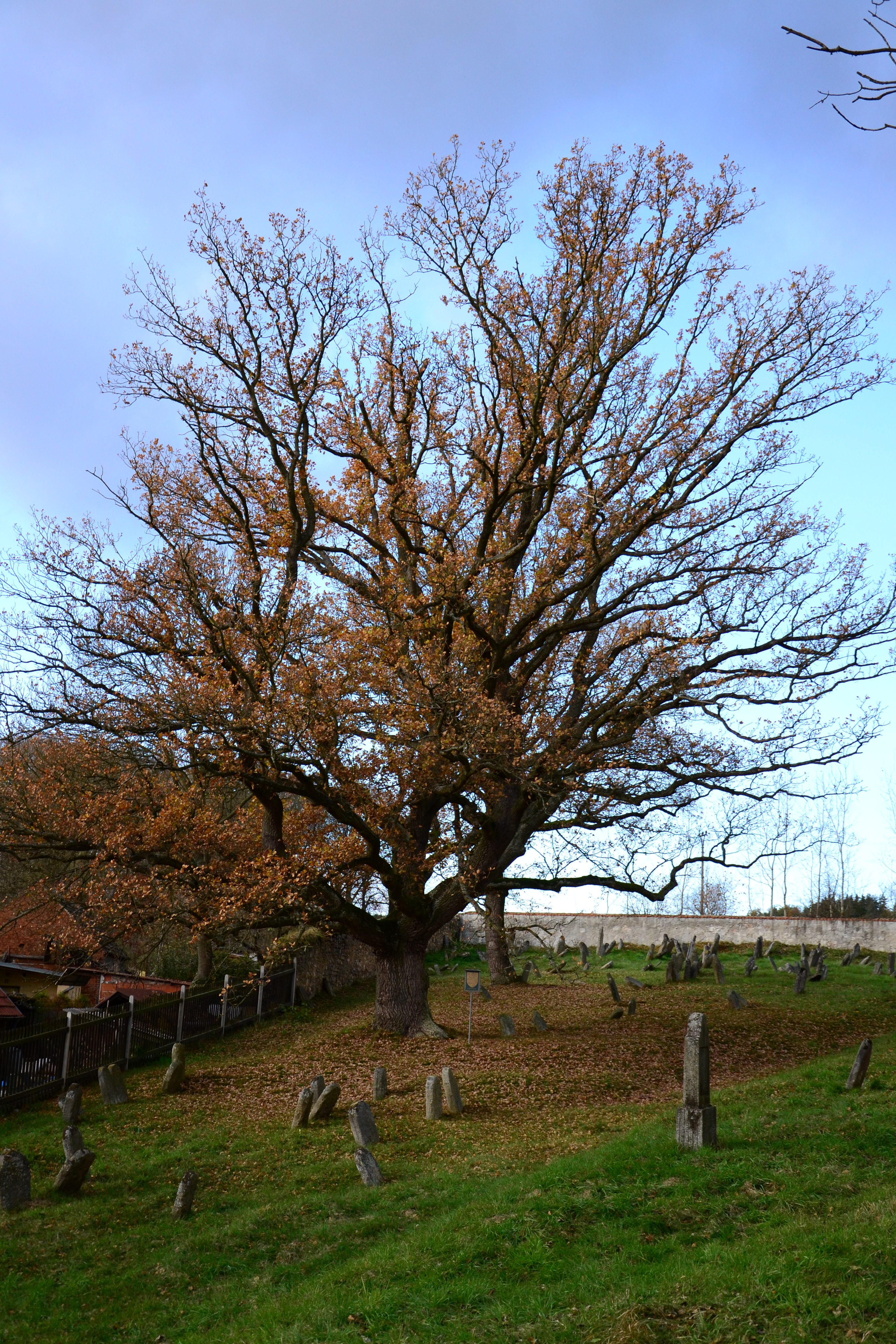
Dub zimní na židovském hřbitově v Miroticích

Dub zimní je výrazně světlomilný a teplomilný, i když poněkud méně než dub letní. Snese oproti němu mnohem méně úživná stanoviště, roste zpravidla na chudých, mělkých a kyselých půdách, typicky propustných, písčitých nebo kamenitých, někdy ale i na bohatších stanovištích a na vápencích. Nesnáší přemokření, záplavy a oglejené půdy.
Vyskytuje se od nížin po pahorkatiny, zřídka až do podhůří, maximálně v nadmořských výškách 750–850 m n. m. Je dominantní dřevinou v kyselých doubravách, dominantou či kodominantou v dubohabřinách, někdy tvoří i příměs bučin a smíšených porostů s jedlí. V teplejších oblastech bývá místy masivně napadán poloparazitickým ochmetem evropským; na exponovanějších stanovištích trpí silnými mrazy.
Vytváří vztahy mykorhizy se hřiby dubovým, královským a kolodějem, s ryzcem dubovým a zlatomléčným, s kozákem dubovým a taktéž s muchomůrkou zelenou.

## Areál rozšíření
Dub zimní je rozšířen v západní, střední a jihovýchodní Evropě, na severu je běžný po 61. stupeň severní šířky, na východě zasahuje po řeky Bug a Dněpr. Izolované areály jsou v Malé Asii, na Krymu a na Kavkaze. Je to důležitý strom nižších poloh a pahorkatin, v jižních oblastech areálu zasahuje i do hor. Vyhýbá se oblastem s vyšší kontinentalitou klimatu.

## Použití
Dub zimní poskytuje velice hodnotné dřevo, používané při stavbě lodí, podlah, nábytku, intarzií i sudů.
V lidovém léčitelství se používá kůra z mladých stromů jako svíravý a protikrvácivý prostředek, má protizánětlivé účinky na zanícenou kůži a sliznici. Stále velmi oblíbená je příprava koupelí z odvaru z dubové kůry, který se používá k léčbě hemoroidů, proleženin, popálenin, omrzlin, křečových žil, plísní nohou, ekzémů a mnoha dalších problémů s kůží. Dnes se už zřídka pije odvar při průjmech, žaludečních a střevních katarech.

## Památné a významné duby zimní
V České republice je evidováno 64 položek (stromů, skupin a alejí) dubů zimních, což je 21× méně oproti dubům letním. Tři obvodem nejmohutnější a patrně i nejstarší popsané duby zimní v Česku zanikly přičiněním člověka: Albrechtický dub dosahoval obvodu 1236 cm (ve výčetní výšce) a jeho stáří bylo odhadované na 800–1100 let. Zanikl po cíleném opakovaném zapálení roku 1993. Ctiborův dub o obvodu 900 cm zanikl v roce 2009, jeho zánik uspíšilo podpálení dětmi ve 40. letech 20. století. Tisíciletý dub v Ahníkově dosáhl obvodu 798 cm (ve 30 cm) a 660 cm (ve 130 cm); zanikl po roce 1986 z důvodu rozšíření hnědouhelného lomu Nástup – Tušimice. Nejmohutnější žijící památný dub zimní s obvodem 660 cm (2003) je v současnosti Czernínských dub v Sedlické oboře na Blatensku.
- Žižkův dub (Lomnice)
- Valdštejnův dub (Lukov)
- Dub na Beraníku
- Dub na rozcestí
- Chocenický drnák
- Libenovský dub